# Pitiàcies
Les Pitiàcies és una família de fitóftores, que inclou fongs fitopatògens (sobretot al gènere Phytophthora) encara que també hi ha patògens d'animals i plantes al gènere Pythium.

## Cicle de vida
- Poden tindre una vida terrestre, una aquàtica o una combinació d'ambdós (amfíbia).
- Són paràsits mortals, causen greus malalties a plantes i animals, quan són terrestres.
- Predomini de la fase diploide (2N), amb un curt estadi haploide que s'inicia al començament de la reproducció sexual com de l'asexual, per tal de poder fusionar els gàmetes. Generalment els membres d'aquesta família presenten homotalisme.

## Reproducció
Segons l'espècie les zoòspores poden madurar dins de l'esporangi, en aquest cas només hi hauria zoòspores secundàries, o presentar zoòspores primàries mòbils.

## Importància econòmica
Algunes espècies de Pythium poden causar la germinació de certes llavors.